# وزارت بهداشت مالزی
وزارت بهداشت مالزی (به انگلیسی: Ministry of Health) (مالایی: Kementerian Kesihatan)، به اختصار ام‌اُ‌اچ (MOH) یک وزارتخانه دولت مالزی است که مسئولیت نظام سلامت: رفتار، سرطان، بهداشت عمومی، مدیریت اجرایی سلامت، تحقیقات پزشکی، پژوهش در خدمات سلامت، پزشکی ریه، ارتقاء سلامت، گردشگری پزشکی، تجهیزات پزشکی، نمونه برداری، جذام، تحقیقات بالینی، مراقبت سلامت، دندان‌پزشکی، مکان بهداشتی، آزمایشگاه، داروی تجویزی، ایمنی بیمار را بر عهده دارد.
وزیر بهداشت عملکرد امور اجرایی را از طریق وزارتخانه بهداشت و طیف دیگری از سازمانهای دولتی، مدیریت می‌کند. در پی استعفای کابینه در روز ۱۶ اوت ۲۰۲۱، کرسی وزیر بهداشت در کابینه دولت خالی ماند. سرپرستی وزارتخانه را معاون وزیر بهداشت برعهده گرفت.
مقر اصلی وزارتخانه در پوتراجایا واقع شده است.